# Viscum pentanthum
Viscum pentanthum är en sandelträdsväxtart som beskrevs av John Gilbert Baker. Viscum pentanthum ingår i släktet mistlar, och familjen sandelträdsväxter. Inga underarter finns listade i Catalogue of Life.